# ムーサ・アッ＝タアマリー
- ムーサ・アッ＝タアマリー
- ムーサ・アル＝ターマリ
- ムサ・アル＝ターマリ

ムーサ・アッ＝タアマリー（アラビア語: موسى التعمري、Mousa Alta'mariまたはMusa Al Taamari、1997年6月10日-）は、ヨルダン・アンマン出身のサッカー選手。リーグ・アン・スタッド・レンヌ所属。ポジションはフォワード、ミッドフィールダー。ヨルダン代表。
日本語ではムーサ・アル＝ターマリ、ムサ・アル＝ターマリと表記されることがある。

## 経歴

### クラブ
シャバーブ・アル・オルドゥン所属時には、クラブが優勝した2016年のヨルダンFAシールド決勝でゴールを決めている。
アル・ジャジーラ・アンマン時代には、AFCカップ2018で6ゴールを記録し、西アジア地区決勝進出に貢献した。
2018年5月28日、APOELニコシアに3年契約で移籍した。
2020年10月5日、OHルーヴェンに3年契約で移籍した。
2023年5月11日、モンペリエHSCへ移籍し、3年契約を結んだ。これにより、リーグ・アンを含むヨーロッパ5大リーグのクラブと契約した最初のヨルダン人選手になった。
8月13日、ル・アーヴル戦でリーグ・アン初出場を果たした。次節のリヨン戦では2得点を決めて、レキップが選出する週間ベストイレブンに選出された。
2025年2月3日、スタッド・レンヌへ移籍し、2028年までの3年半契約を結んだ。ウエスト・フランスによれば移籍金は800万ユーロとされている。

### 代表
AFC U-23選手権2018出場。
AFCアジアカップ2019に出場し、グループリーグのシリア戦で先制ゴールを決めている。
2024年、AFCアジアカップ2023に出場するメンバーに選ばれると、初戦のマレーシア戦で2得点を決めた。さらに、準決勝で韓国と対戦した際にはパク・ヨンウのバックパスをカットして先制点の起点となった。さらに、その後も1ゴールを挙げる1ゴール1アシストの活躍で母国を史上初のアジアカップ決勝進出に導いた。